# М-80 Зоља
М-80 „Зоља“ је ручни противоклопни ракетни бацач калибра 64 mm, намењен за једнократну употребу. Произведен је у бившој Југославији и још увек се производи у Републици Србији и Републици Македонији (производи га предузеће "11. октобар“ - Еурокомпозит).

## Изглед
Због потребе да се произведе лако, преносиво оруђе које ће сваком пешадинцу омогућити да ефикасно уништава непријатељска оклопна возила, утврђења и живу силу, приликом израде Зоље употребљена су лаки материјали као што су ојачана пластична влакна. Релативно малих димензија и веома лака, Зоља је лако преносива и може бити део опреме сваког пешадинца. Међутим, избор материјала и потреба да буде малих димензија један су од основних разлога зашто је Зоља знатно мањег калибра од других против-оклопних оруђа.
М-80 Зоља је бестрзајно пешадијско оружје предвиђено за једнократну употребу. Лансирна цев и контејнер у којем се налази ракетно зрно су спојени у једну јединицу. По свом изгледу Зоља веома подсећа на амерички ракетни бацач М-72 ЛО али је од свог америчког конкурента боља по прецизности и ефикасном домету.

## Лансер
Лансер М-80 је телескопски. Сачињен је од две пластичне цеви од којих се једна у потпуности увлачи у другу, од механизма за опаљење, предњег и задњег нишана, ручке за ношење као и од предњег и задњег поклопца који спречавају да прашина и земља уђу у лансер током транспорта. Захваљујући телескопској конструкцији М-80 је по димензијама знатно мањи у маршевском положају него у положају за дејство. Прелазак из маршевског у борбени положај је веома једноставан и траје неколико секунди.

## Ракетно зрно
Ракетно зрно калибра 64 mm је смештено у задњем делу лансера. Сачињено је од експлозивне бојеве главе, крилца стабилизатора и ракетног мотора.
Бојева глава М-80 је способна да пробије 300 mm хомогеног челичног оклопа под углом од 90 степени. Бојева глава може бити опремљена контактним или пиезоелектричним детонатором. Механизам са самоуништење је такође уграђен у ракетно зрно како би било уништено уколико након 4-6 секунди лета не погоди мету. Ракетно гориво сагорева само док је ракетно зрно у лансеру. Ракетно зрно напушта лансер брзином од 190 метара у секунди.

## Техничке карактеристике
- Калибар: 64
- Маса лансера: 3
- Маса лансера (без ракетног зрна): 1.58
- Маса ракетног зрна: 1.42
- Маса бојеве главе: 0.31
- Маса погонског горива: 0.128
- Дужина лансера (у маршевском положају): 800
- Дужина лансера (у борбеном положају): 1200
- Дужина ракетног зрна (са скупљеним крилцима): 664
- Почетна брзина зрна: 190
- Пробојна моћ: 300
- Домет (мета величине 2 ): 220
- Максималан домет: 1280

## Корисници
- Војска Републике Србије
- Војска Републике Хрватске
- Војска БиХ
- Војска Републике Македоније